# ケラシノプス
ケラシノプス Cerasinops (「サクランボの顔」の意)は、小型の角竜。白亜紀後期カンパニアン期に生息していた。化石はモンタナ州のツーメディスン累層で見つかった。模式種はケラシノプス・ホドグスキッシ C. hodgskissi である。以前はアジアの種類にしかないと考えられていた特徴と北アメリカの種類にしかないとされていた特徴をあわせ持っている。

## 記載

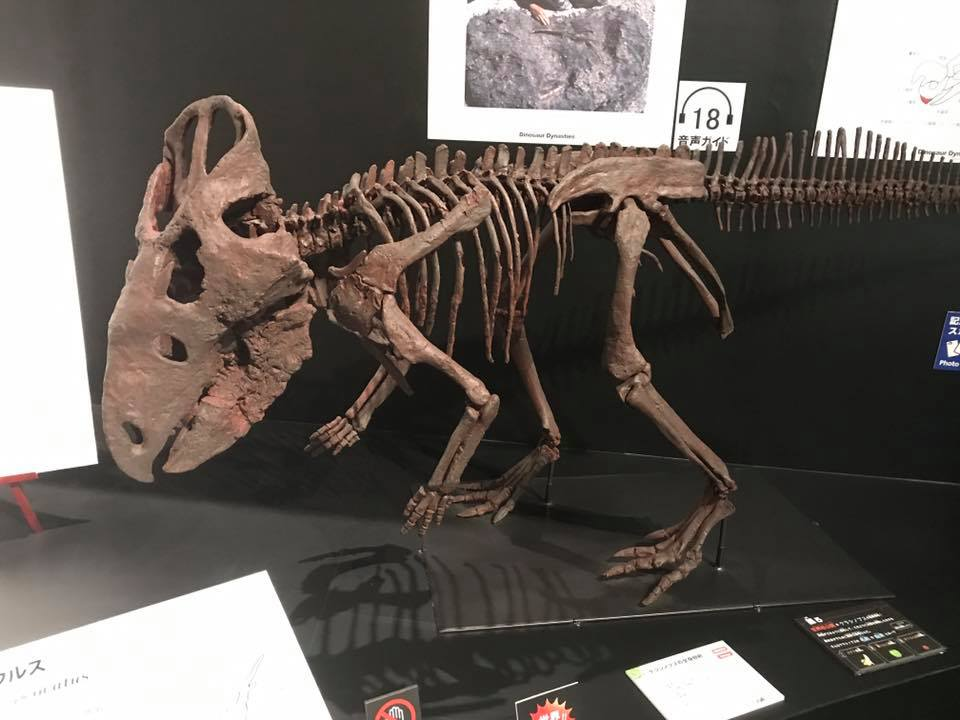
MOR 300の復元骨格御船町恐竜博物館。

ケラシノプスは、80%完全な標本MOR 300 に基づき、2007年にブレンダ・チネリーとジャック・ホーナーによって命名された。ケラシノプスは北米大陸とアジアの白亜紀に生息していたオウムのような嘴をもつ植物食恐竜の分類群である角竜類に含まれる。その中でも、新角竜類の基盤的位置付けである。しかしその分類は論文によって様々で、例えばレプトケラトプス科とする記載や、そうではなくレプトケラトプス科の姉妹群、または一般的な新角竜類とする考えもある。